# 张舍镇
张舍镇原是中国山东省青岛市平度市下辖的一个镇，现已撤销。

## 行政区划
张舍镇下辖永昌居委会、张舍村、东前疃村、南尹家村、商家村、西庄头村、岭子村、桃园村、南坦坡村、官庄南村、官庄北村、北坦坡村、中坦坡村、于埠村、任家洼村、韩家铺村、崖上高家村、西白家村、北洼子村、台子付家村、新姜家村、邓家村、双淄姜家村、东白家村、盆李家村、南肖家村、东南营村、东官庄村、东吴家屯村、流丹埠村、宫东村、宫西村、廉家村、李家村、徐家村、匡家村、河东郑家村、东石岭村、西石岭村、小田庄村、苍村、宝落村、吉戈庄村、刘戈庄村、习礼埠村、南苏村、坡子村、郝家寨村、石埠村、石泉村、南下庄村、南滚泉村、北滚泉村、王家营村、柘埠村、穆家村、郝家营村、西官庄村、窑头孙家村、祝家铺村、李家铺村。